# Andreas Blätte

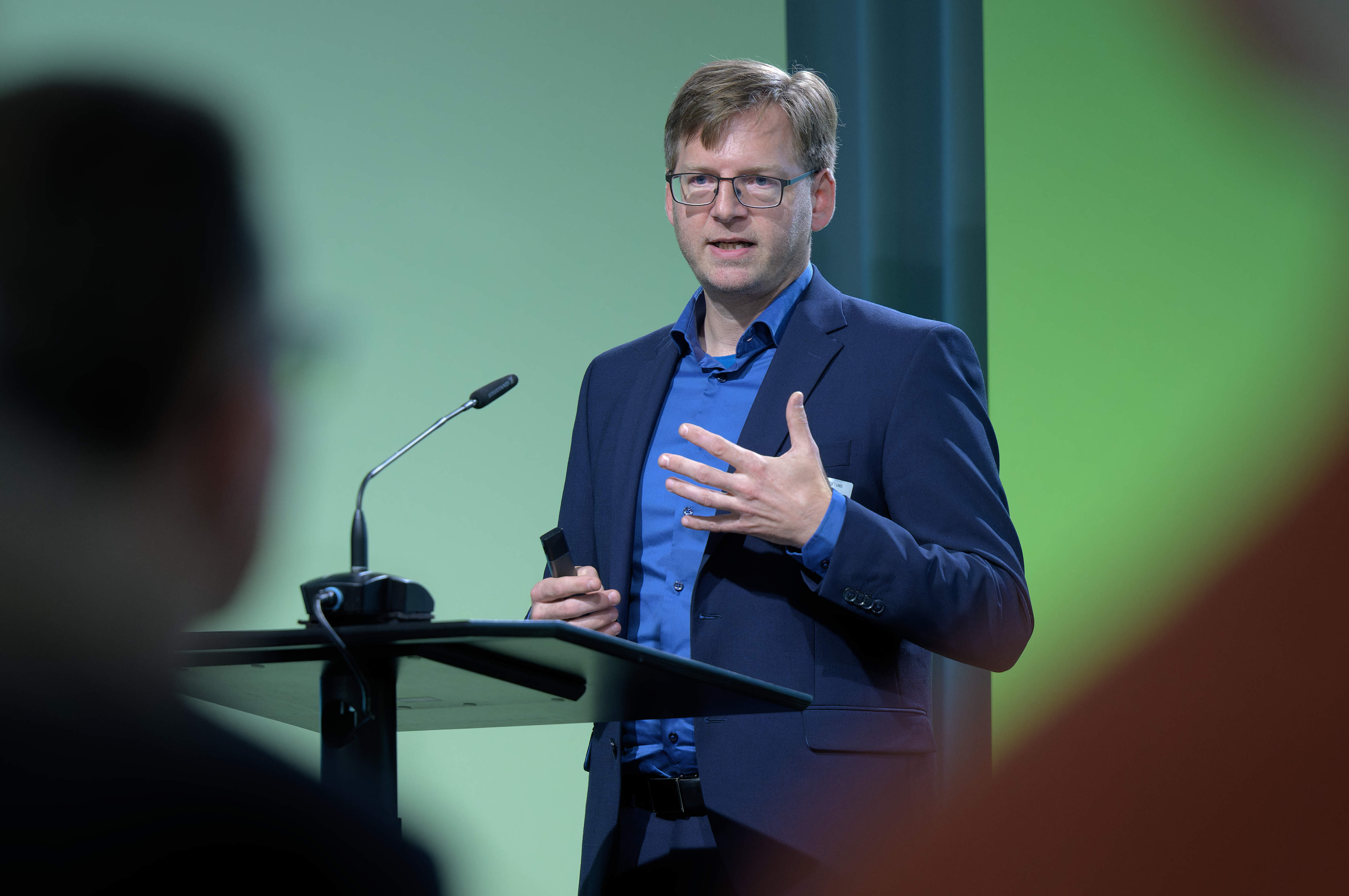
Andreas Blätte, 2023

Andreas Blätte (* 1976) ist ein deutscher Politikwissenschaftler.

## Leben
Von 1996 bis 2001 studierte er Politikwissenschaft, Volkswirtschaftslehre und Europarecht an der Ludwig-Maximilians-Universität München und der Aberystwyth University. Von 2001 bis 2009 war er wissenschaftlicher Mitarbeiter am Lehrstuhl für Vergleichende Regierungslehre, Universität Erfurt, Staatswissenschaftliche Fakultät. 2005/2006 war er stellv. Direktor der Erfurt School of Public Policy (ESPP) in Erfurt (interimistisch). Von 2008 bis 2009 war er Dozent im Attaché-Lehrgang der Akademie Auswärtiger Dienst. Von 2009 bis 2015 lehrte er als Juniorprofessor für Politikwissenschaft am Institut für Politikwissenschaft in Duisburg-Essen. Seit 2015 lehrt er als Professor für Public Policy und Landespolitik der Universität Duisburg-Essen, welche eine der Kernprofessuren der NRW-School of Governance darstellt.
Seine Forschungsgebiete sind NRW-Landespolitik und bundesländervergleichende Politikforschung, politische Steuerung und Governance im Mehrebenensystem, Politikbereiche mit Querschnittscharakter, insbesondere Migrations- und Integrationspolitik und Neoinstitutionalismus.

## Schriften (Auswahl)
- als Herausgeber mit Dietmar Herz: Simulation und Planspiel in den Sozialwissenschaften. Eine Bestandsaufnahme der internationalen Diskussion. Münster 2000, ISBN 3-8258-4752-7.
- Einwandererverbände in der Migrations- und Integrationspolitik 1998–2006. Zugang, Normen und Tausch. Wiesbaden 2014, ISBN 978-3-531-15740-5.
- als Herausgeber mit Christoph Bieber, Karl-Rudolf Korte und Niko Switek: Regieren in der Einwanderungsgesellschaft. Impulse zur Integrationsdebatte aus Sicht der Regierungsforschung. Wiesbaden 2017, ISBN 978-3-658-15713-5.